# 斯列德尼島
斯列德尼島是俄羅斯的島嶼，屬於北地群島的一部分，位於戈洛米揚內島以西，由克拉斯諾亞爾斯克邊疆區負責管轄，長24公里、寬1.3公里，最高點海拔高度30米，島上無人居住。